# Nanja Korya?!
Singles de THE Possible
Watashi no Miryoku / Love² Paradise
(2010) Zenryoku Banzai! My Glory!
(2013)
Nanja Korya?! (なんじゃこりゃ?!, écrit en majuscules sur la pochette : NANJA KORYA!?) est le 14e single et 6e single "major" du groupe de J-pop THE Possible.

## Présentation
Le single sort le 29 août 2012 au Japon sous le label Victor Entertainment, produit par Tsunku. Il atteint la 23e place du classement de l'Oricon. Il sort également en cinq éditions limitées notées de A à E, avec une version supplémentaire de la chanson-titre interprétée en solo par une des membres, une par édition.
C'est le premier disque du groupe à sortir sur ce label. Il contient deux chansons, écrites et composées par Ryo Honjo, et leurs versions instrumentales. Il sort deux ans après le précédent single régulier du groupe, Watashi no Miryoku / Love² Paradise ; le groupe a cependant sorti entre-temps un disque en collaboration avec Mana Ogawa pour une émission télévisée (le single Play Ball attribué à "Mikage Masahide with Razz Like Air"), et trois singles live en distribution limitée.

## Liste des titres
Édition régulière
1. Nanja Korya?! (なんじゃこりゃ?!?)
2. Eien Fireball! (永遠ファイヤーボール!?)
3. Nanja Korya?! (Original Karaoke) (なんじゃこりゃ?!（オリジナルカラオケ）?)
4. Eien Fireball! (Original Karaoke) (永遠ファイヤーボール!（オリジナルカラオケ）?)

Édition limitée A
1. Nanja Korya?!
2. Eien Fireball!
3. Nanja Korya?! (Original Karaoke)
4. Eien Fireball! (Original Karaoke)
5. Nanja Korya?! (version en solo par Robin Shōko Okada)

Édition limitée B
1. Nanja Korya?!
2. Eien Fireball!
3. Nanja Korya?! (Original Karaoke)
4. Eien Fireball! (Original Karaoke)
5. Nanja Korya?! (version en solo par Aina Hashimoto)

Édition limitée C
1. Nanja Korya?!
2. Eien Fireball!
3. Nanja Korya?! (Original Karaoke)
4. Eien Fireball! (Original Karaoke)
5. Nanja Korya?! (version en solo par Yurika Akiyama)

Édition limitée D
1. Nanja Korya?!
2. Eien Fireball!
3. Nanja Korya?! (Original Karaoke)
4. Eien Fireball! (Original Karaoke)
5. Nanja Korya?! (version en solo par Kanami Morozuka)

Édition limitée E
1. Nanja Korya?!
2. Eien Fireball!
3. Nanja Korya?! (Original Karaoke)
4. Eien Fireball! (Original Karaoke)
5. Nanja Korya?! (version en solo par Yuki Gotō)